# David Gerstein
Pour les articles homonymes, voir Gerstein.
 (juin 2021).
La mise en forme du texte ne suit pas les recommandations de Wikipédia : il faut le « wikifier ».
Les points d'amélioration suivants sont les cas les plus fréquents. Le détail des points à revoir est peut-être précisé sur la page de discussion.
- Les titres sont pré-formatés par le logiciel. Ils ne sont ni en capitales, ni en gras.
- Le texte ne doit pas être écrit en capitales (les noms de famille non plus), ni en gras, ni en italique, ni en « petit »…
- Le gras n'est utilisé que pour surligner le titre de l'article dans l'introduction, une seule fois.
- L'italique est rarement utilisé : mots en langue étrangère, titres d'œuvres, noms de bateaux, etc.
- Les citations ne sont pas en italique mais en corps de texte normal. Elles sont entourées par des guillemets français : « et ».
- Les listes à puces sont à éviter, des paragraphes rédigés étant largement préférés. Les tableaux sont à réserver à la présentation de données structurées (résultats, etc.).
- Les appels de note de bas de page (petits chiffres en exposant, introduits par l'outil «  Source ») sont à placer entre la fin de phrase et le point final[comme ça].
- Les liens internes (vers d'autres articles de Wikipédia) sont à choisir avec parcimonie. Créez des liens vers des articles approfondissant le sujet. Les termes génériques sans rapport avec le sujet sont à éviter, ainsi que les répétitions de liens vers un même terme.
- Les liens externes sont à placer uniquement dans une section « Liens externes », à la fin de l'article. Ces liens sont à choisir avec parcimonie suivant les règles définies. Si un lien sert de source à l'article, son insertion dans le texte est à faire par les notes de bas de page.
- La présentation des références doit suivre les conventions bibliographiques. Il est recommandé d'utiliser les modèles {{Ouvrage}}, {{Chapitre}}, {{Article}}, {{Lien web}} et/ou {{Bibliographie}}. Le mode d'édition visuel peut mettre en forme automatiquement les références.
- Insérer une infobox (cadre d'informations à droite) n'est pas obligatoire pour parachever la mise en page.

Pour une aide détaillée, merci de consulter Aide:Wikification.
Si vous pensez que ces points ont été résolus, vous pouvez retirer ce bandeau et améliorer la mise en forme d'un autre article.
David (Dudu) Gerstein ( hébreu : דוד (דודו) גרשטיין) (né le 14 novembre 1944) est un peintre, sculpteur, dessinateur et graveur israélien. Il a commencé comme peintre figuratif et a reçu le Prix du Musée d'Israël pour l'illustration. À la fin des années 1970, il souhaite repousser les limites de la peinture en deux dimensions, en passant à une peinture en trois dimensions. Il a commencé à découper les sujets principaux de chaque peinture et enlever l'arrière-plan, créant des images découpées uniques et emblématiques, autonomes dans l'espace, sans le cadre standard et traditionnel de forme carré.
Cela l'amena à travailler principalement la sculpture en bois en utilisant la peinture industrielle comme revêtement. Grâce à l'utilisation de couleurs primaires et de sujets de notre vie quotidienne, il a créé une variation du style pop-art personnelle, qu'il a défini comme le pop-art de deuxième génération. Suivant les chemins de Roy Lichtenstein, Tom Wesselmann et David Hockney, Gerstein souhaitait créer son style post-pop art personnel laissant derrière lui la palette monochromatique de l'huile et des aquarelles pour utiliser à la place des couleurs vives et influencées par le design.
De 1980 à 1995, il a créé principalement des sculptures en bois sur pied, qu'il abandonne plus tard lorsqu'il découvre la technologie découpe laser. C'est pourquoi il fut un pionnier dans l'utilisation de la découpe laser dans l'art, et a été le premier artiste à créer des sculptures murales d'acier multi-couches d'acier.
Parallèlement à ses sculptures murales, Gerstein s'intéressa beaucoup à la sculpture dans les espaces publics. Il créa plus de 40 sculptures dans les espaces publics et places en Israël seulement. Cela  l'amena par la suite à créer de nombreuses sculptures en plein air monumentales en Angleterre, France, Suède, Italie, Chine, Corée du Sud et d'autres pays,
Son art a été montré dans les musées du monde entier, en commençant par le Musée d'Israël en 1987. En 2016, il a remporté le Prix de création artistique de Taiwan. Ses sculptures de cyclistes ont été achetées par Lance Armstrong et même mentionnées dans les écrits de Stephen King. Sa sculpture en plein air "Momentum" est aujourd'hui la plus haute sculpture publique de Singapour.

## Enfance et éducation artistique
David (Dudu) Gerstein est né en 1944 à Jérusalem de parents immigré de Pologne. Lui et son frère jumeau, Jonathan (Yoni) Gerstein ont dès leur plus jeune âge, montré un talent artistique . À l'âge de treize ans, il fut envoyé dans un camp pour les arts à Jérusalem, qu'il  fréquenta pendant plusieurs étés d'affilée. Plus tard, il suivi des cours au Centre d'art Beit Zvi à Ramat Gan.
Enfant, il était attiré par les œuvres des impressionnistes et les mouvements artistiques plus antérieurs dans l'histoire. Il fréquentait une galerie à proximité de chez lui et était toujours impatient de voir les nouvelles peintures qui y étaient exposées, "profondément ému" par l'art qui y était montré.
En 1955, à 11 ans, David s'initie à l'art moderne lorsqu'il voit, dans un journal, une reproduction de Guernica de Picasso. La reproduction a enflammé son intérêt pour les mouvements artistiques modernes tels que le cubisme et l'expressionnisme. Il a continua de fréquenter les musées et les galeries durant son l'adolescence.
Au cours de son service militaire obligatoire, il a peint une série d'huiles de quais de pêche, de bateaux et de paysages de kibboutz. À la fin de son service militaire, David a postulé à l' Académie Bezalel des arts et du design, à Jérusalem, où il a rencontré le professeur Avraham Ofek, qui eut une influence marquée sur le style de Gerstein.

## Carrière artistique

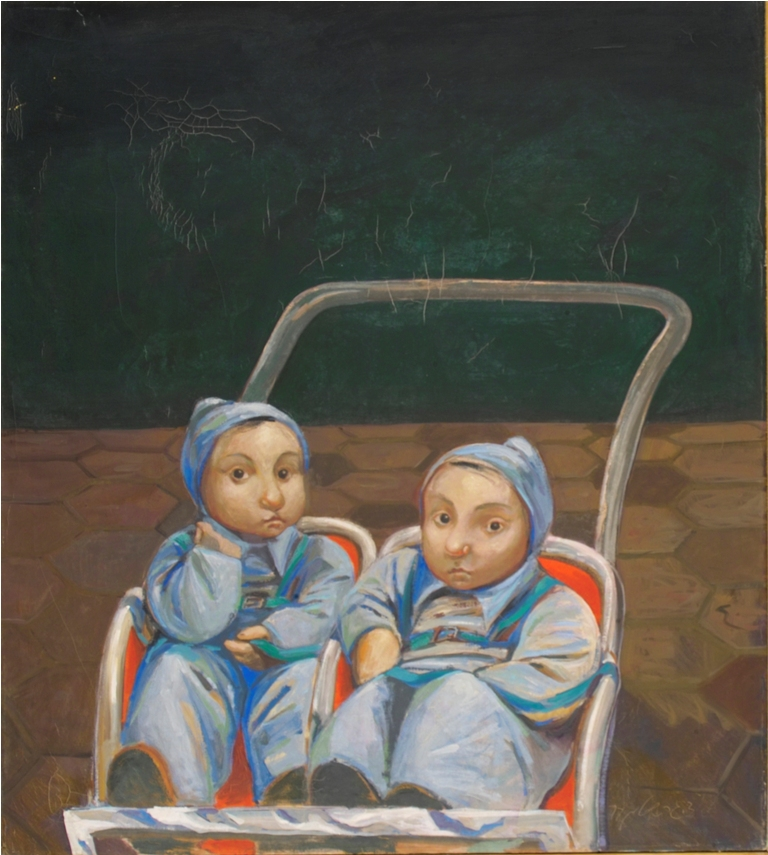
Baby Twins, représentant Gerstein et son frère.

En 1965, Gerstein s'est inscrit au département de design graphique de la principale académie d'art d'Israël, Bezalel, car il n'y avait pas de département d'art à l'époque. Au bout de deux ans, il se rend compte que le graphisme ne l'intéresse pas. Ayant rêvé de visiter Paris dès son plus jeune âge, il s'embarque pour la France et, en 1966, s'inscrit à l'École nationale supérieure des Beaux-Arts de Paris  où il étudie auprès de Chapelain-Midy [ fr ].
Deux ans plus tard, après la révolution de mai 1968 en France, il s'installe à New York et suit les cours de l' Art Students League, où il apprend la peinture de portrait avec William F. Draper et la peinture à l'huile avec Jacob Lawrence ,
Gerstein retourna en Israël à l'âge de vingt-six ans et commença à enseigner à Bezalel. Au début, il enseignait le dessin, puis devint membre du corps professoral du département de création de bijoux, qui était alors en plein renouveau ; évoluant du style traditionnel démodé de "Bezalel" grâce à l'introduction de concepts innovants influencés par l'art moderne. En raison de son expérience dans les beaux-arts, Gerstein fut chargé de combler le fossé entre la conception de bijoux et le monde de l'art moderne. Il initia ses étudiants aux mouvements contemporains, tels que le design danois, l' expressionnisme, l'art conceptuel, le minimalisme et d'autres mouvements contemporains. Il souhaitait que le design de bijoux soit considéré au même titre que l'art contemporain, non moins inférieur pour être décoratif, égal aux autres formes d'art. Des années plus tard, Gerstein observa que son implication dans l'enseignement au département a influencé sa transition de la peinture à la sculpture.
S'intéressant à la gravure et souhaitant s'épanouir dans cette forme d'art, Gerstein s'inscrit à la Saint Martin's School of Art de Londres, où il s'est concentré sur la gravure et a obtenu sa maîtrise en art . Ayant appris la lithographie et la sérigraphie, il cherche à combiner ces deux médiums, qui n'avaient pas encore été fusionnés. À la fin de ses études, il reçut le premier prix et deux prix d'excellence lors d'un concours de fin d'année à St. Martin's.
Gerstein est par la suite revenu à Bezalel et appliqua la gravure à la technique de l'émail. Déjà à l'époque, sa tendance à intégrer différents médiums et techniques de pointe dans la création artistique était perceptible ; une tendance qui s'est reflétée plus fortement dans son utilisation du laser dans les années 1990. Il conserva sa position de maître de conférences à Bezalel jusqu'en 1985.

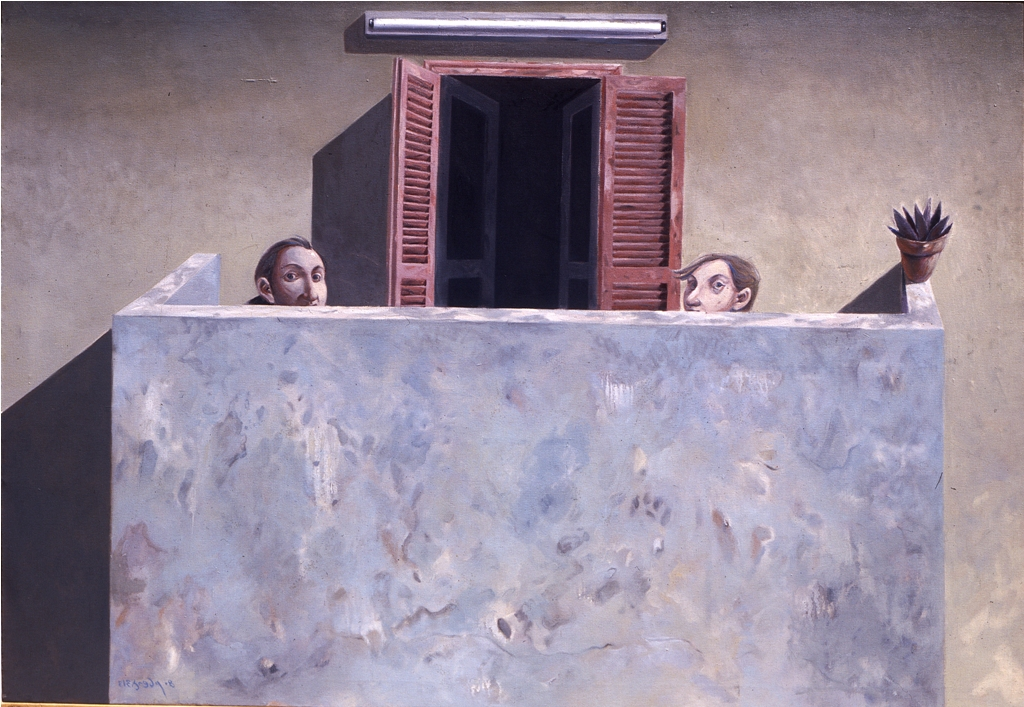
David Gerstein - Forteresse, représentant un balcon typique de Tel Aviv

## Expositions
La première exposition de Gerstein en Israël eut lieu en 1971 à la Galerie Engel à Jérusalem, comprenant des dessins figuratifs et des aquarelles. Par la suite, il expose à la Maison des Artistes de Jérusalem en 1972 avec de grandes peintures à l'huile traitant des intérieurs et du bord de mer, œuvre qui reçoit des critiques enthousiastes. Entre autres, Gerstein a été comparé à David Hockney en raison du fait que « comme Hockney, lui aussi avait été avant tout un maître dessinateur avec un excellent sens des couleurs ».
Au cours de ces années, Gerstein a mené une lutte pour légitimer l'art figuratif, inacceptable dans la scène artistique israélienne principalement conceptuelle.  Le courant de l'art conceptuel n'était pas pertinent pour lui choisissant l'orientation la moins acceptée à l'époque, la peinture figurative. Gerstein comptait parmi les rares artistes, tels que Avraham Ofek, Uri Lifschitz, et d'autres, qui se sont concentrés sur la peinture narrative-figurative.
À la même période, parallèlement au conceptualisme, se développe une tendance inverse : l'hyper-réalisme. Gerstein, cependant, aspirait à créer des peintures figuratives éclairées par un style personnel et libre, s'efforçant de trouver son écriture personnelle. Gerstein a cherché proposer un discours sur le monde et la vie, en utilisant le récit et les expériences de sa vie personnelle.
Gerstein a peint les souvenirs de son passé tels que sa mère faisant du vélo ou une peinture représentant l'enfance de jumeaux, faisant référence à l'enfance partagée avec son frère jumeau, des vacances d'enfance à la mer Morte, etc. Parmi ses principales inspirations figurait le travail de Hanoch Levin qui présentait les vanités de la vie dans une veine d'ironie comique. Gerstein aspirait à faire de même en peinture : « J'ai essayé d'exprimer en peinture ce que Levin a écrit : les relations entre hommes et femmes, au sein des familles… une sorte de peinture grotesque ».
Une autre inspiration à l'époque était le peintre George Gross, avec qui il se sentait une affinité et qui s'occupa également de ce que Gerstein appelait « la comédie humaine ». De plus, il a été influencé par David Hockney, Fernando Botero et José Luis Cuevas, qui ont tous traité ces sujets de l'expérience humaine et des interactions entre les gens.

## Peinture figurative
Dans les années 1970, Gerstein explore l'intégration de thèmes personnels en même temps que la peinture figurative, notamment dans ses aquarelles et ses gouaches sur papier. Ses œuvres ne provenaient pas du domaine politique, de la nature ou de la science, mais plutôt des premiers souvenirs personnels de la famille et de l'enfance. Au début, ces œuvres étaient conçues comme des esquisses pour de grandes peintures à l'huile sur toile. Avec le temps, cependant, il s'intéresse à l'aquarelle sur papier principalement et elles deviennent son principal médium. Gerstein a créé une série de peintures sur son enfance à partir de photographies et de souvenirs. Une autre série traitait de la mémoire de la liberté : sa mère faisant du vélo dans les rues, un motif qui s'est développé dans une série de cyclistes dans les années 1990 et après. Une autre série de peintures s'est concentrée sur les décors intérieurs d'espaces de vie personnels tels que les salons, dans la tradition française. Un motif répétitif dans ces œuvres était celui d'un chat, ainsi que d'un vase, qui, pour l'artiste, exprimait « la sérénité de la vie quotidienne à la maison ».
Tout en souhaitant exprimer la vie intérieure et intime des individus et des familles, Gerstein s'intéresse également à l'espace public, et plus particulièrement à la tension entre le privé et le public. C'est alors qu'il fut attiré par le thème des balcons, car ils permettent de capturer cette tension; d'une part, ils étaient des extensions de la maison personnelle, et, d'autre part, ils étaient comme une exposition présentée au public dans la rue en contrebas. Il s'agissait d'œuvres issues de la nostalgie et de la mélancolie de ses souvenirs d'enfance des balcons de Tel-Aviv, avec du plâtre écaillé, de la vie modeste au quotidien des couples d'âge moyen de la classe ouvrière, comme il se le rappelait des amis de ses parents,
Le chat et le vase à fleurs ont continué à accompagner son travail des décennies plus tard. Tout en étant travaillant ces motifs, Gerstein voulait « échapper à la réalité politique israélienne vers une tranquillité olympienne sans turbulences ». Au milieu des années 70, il réalise une série de peintures de personnes à la plage, influencées à la fois par les souvenirs d'enfance de l'artiste et par l'observation. Une autre série de peintures comprenait le paysage du quartier d' Ein Kerem, où vivait l'artiste à l'époque, utilisé comme toile de fond pour des compositions abondantes pleines des figures en interaction de groupes et de couples.

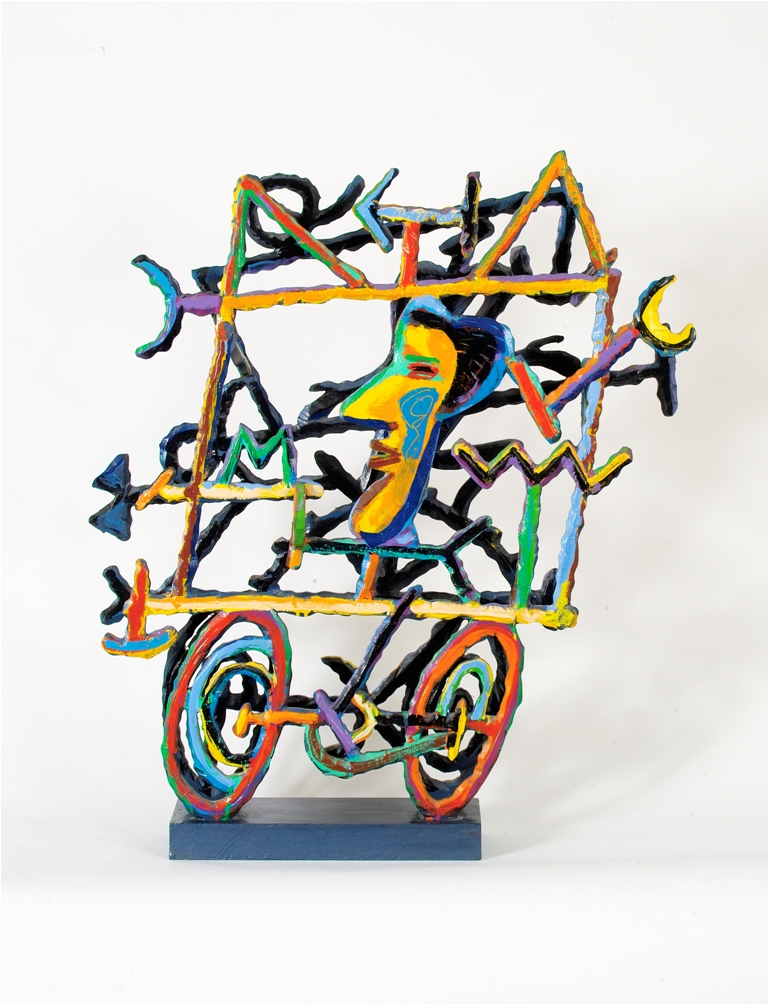
David Gerstein - Véhicule, une des premières sculptures de l'artiste au début des années 80

L'objectif de Gerstein de dépeindre l'expérience quotidienne de la vie israélienne s'est concrétisé dans les années 1980. Il décrit au sens figuré des chapitres de l'expérience israélienne, issus, entre autres, de souvenirs d'enfance à Tel-Aviv. La première série dépeint Tel-Aviv avec ses balcons de style Bauhaus, avec une ironie humoristique. Cette série était basée sur les souvenirs de Gerstein de cette génération du « petit Tel Aviv » de ses parents ; des gens qu'il considérait avec émerveillement et humour. Ces tableaux expriment la tension entre la génération sabra des enfants et la génération relativement « exilique » des parents.
La série contient des personnes âgées, le "vieux monde" reflété sur leurs visages, comme on le voit depuis les yeux d'un enfant sage regardant la "génération du désert"; la génération qui a fondé le pays, ayant immigré à un âge précoce, mais toujours marquée par l'héritage de la "diaspora". Les origines de cette série se trouvent dans les aquarelles et gouache sur papier de Gerstein des années 70, dont certaines ont été adaptées en peintures à l'huile. Dans les années 80, Gerstein a développé une autre série de peintures, celles de baigneurs dans la Mer Morte, sur lesquelles Avraham Eilat a écrit, "les résidents des balcons sont descendus dans la Mer Morte, où ils se trouvent sur le rivage, couverts d'argile, exposant leurs corps roses à la miséricorde des rayons du soleil et du sel et se dorant lentement".

## Premières Sculptures
Malgré la réponse positive suscitée par ses peintures, tant de la part de la critique que du monde de l'art, Gerstein a ressenti le besoin de se renouveler, de trouver de nouvelles directions et d'élargir ses frontières artistiques. Au cours des années 1980-1987, tout en continuant à peindre, Gerstein expérimente la technique des sculptures en bois, qui étaient « tridimensionnelles tout en préservant une qualité bidimensionnelle ». Gerstein a cherché à « étendre les frontières de la peinture » au domaine de la troisième dimension. Insatisfait de ses quelques expériences de sculpture, l'artiste découvre qu'il peut découper et assembler les éléments en une sorte de sculpture dans l'espace. L'idée lui est venue pendant le service de réserve en démontant des cartons contenant des cartouches. Il a peint sur la cloison intérieure d'une boîte puis l'a remonté. De là est née l'idée de peindre sur du carton à grande échelle construit en sculpture. Après plusieurs sculptures en carton, Gerstein utilise du bois et puis de l'aluminium fin. Il définit ces années comme une « lutte » entre la peinture et la sculpture, comparant son rapport à la peinture à celui d'une épouse, par opposition à son rapport à la sculpture : une amante séduisante.
Gerstein a montré ces sculptures pour la première fois au Horace Richter à Tel Aviv en 1981. C'était une étape audacieuse pour le peintre de 36 ans qui n'avait jamais été connu pour la sculpture auparavant. Les œuvres sont en aluminium et en bois et le sujet traité reste dans la continuité de celui des années 1970 : sa mère à bicyclette, des chats, des vases à fleurs et divers éléments de natures mortes.
Au cours des années suivantes, Gerstein a exposé dans deux galeries principales, Sara Gilat et Ruth Debel, avec des œuvres reflétant la "recherche" continue de l'artiste pour un nouveau langage intégrant la peinture et la tridimensionnalité.
En 1984, Gerstein s'est rendu à New York, la première fois depuis la fin de ses études là-bas quinze ans plus tôt, et a commencé à travailler avec la marchande d'art Marilyn Goldberg, qui a commandé la production de six tirages en aluminium en édition limitée intitulés "Art Cats". La série comprenait des découpes de chats inspirées de celles de douze artistes connus, de Van Gogh à Picasso et Lichtenstein. Dans la foulée de ces œuvres, Gerstein est invité à exposer au musée d'Israël à Jérusalem. L'exposition de 1987 était présentée sous le titre « De Dudu à 3-D », comprenant des sculptures « colorées, gaies, amusantes et rappelant des jouets ou des papiers découpés ». L'exposition fut un résumé du travail tridimensionnel de Gerstein effectué au cours des sept années précédentes et fut une percée pour l'artiste. La plupart des œuvres exposées furent achetées par des collectionneurs internationaux et Gerstein a ensuite été invité à exposer aux États-Unis et au Canada.

## Développement stylistique

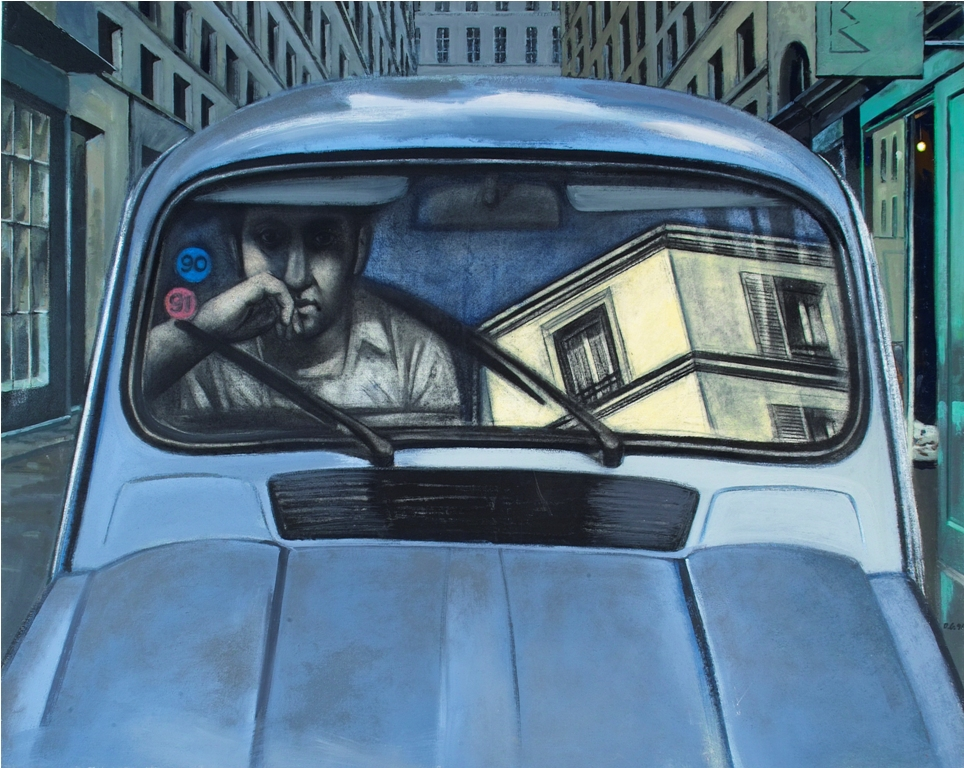
David Gerstein - Claustrofobia, créé à Paris lors de sa résidence à la Cité internationale des arts, 1990-1991

Tout en continuant à développer sa sculpture dans les années 1990, David Gerstein revient à la peinture dans un style qui constitue un lien direct avec les balcons et la série de la Mer Morte, présentée dans les années 1970 et 80. La série d'automobiles créée au cours de cette période présente des personnes voyageant dans une voiture du point de vue du spectateur « observant » les passagers à travers le pare-brise avant. Elle reprend ce motif du regardeur des balcons de Tel-Aviv, où Gerstein a choisi ici aussi la perspective de l'étranger regardant le conducteur à travers le pare-brise, tout en reflétant l'environnement dans les reflets sur le pare-brise. La série est créée à Paris lors de la résidence de l'artiste à la Cité internationale des arts, 1990-1991.
En 1995, après des années à travailler le bois, David Gerstein découvre la technologie de la découpe au laser et commence à découper des métaux et à les peindre avec une peinture brillante issue de l'industrie automobile. Sur ce sujet, il a collaboré avec la galerie Rosenfeld à Tel Aviv.
Au début, il commence à travailler avec de l'acier découpé à une couche, en raison du fait que le métal nécessitait une peinture industrielle, principalement à base de couleurs primaires. Gerstein était attiré par les couleurs primaires vives.
Peu de temps après avoir commencé à travailler avec une découpe laser à une couche, il commence à expérimenter avec l'ajout d'une couche de découpe métallique supplémentaire. En utilisant des vis, la deuxième couche est fixée à la première. Il est immédiatement « conquis » par cette technique : « Dès le début, j'ai essayé de créer des peintures tridimensionnelles, c'est ce qui m'a amené aux sculptures en bois au début des années 80. Soudain, quinze ans plus tard, j'ai finalement trouvé le moyen parfait de créer une peinture en trois dimensions, flottant sur le mur, respirante, vivante. C'était, pour moi, un moment d'eureka. Je savais dès lors que je voudrais continuer à développer ce medium ».
Peu de temps après, David Gerstein a commencé à créer ces sculptures murales découpées multicouches en éditions limitées. Ces éditions limitées étaient néanmoins peintes à la main, et par ce procédé, chacune devenaient uniques et originales.

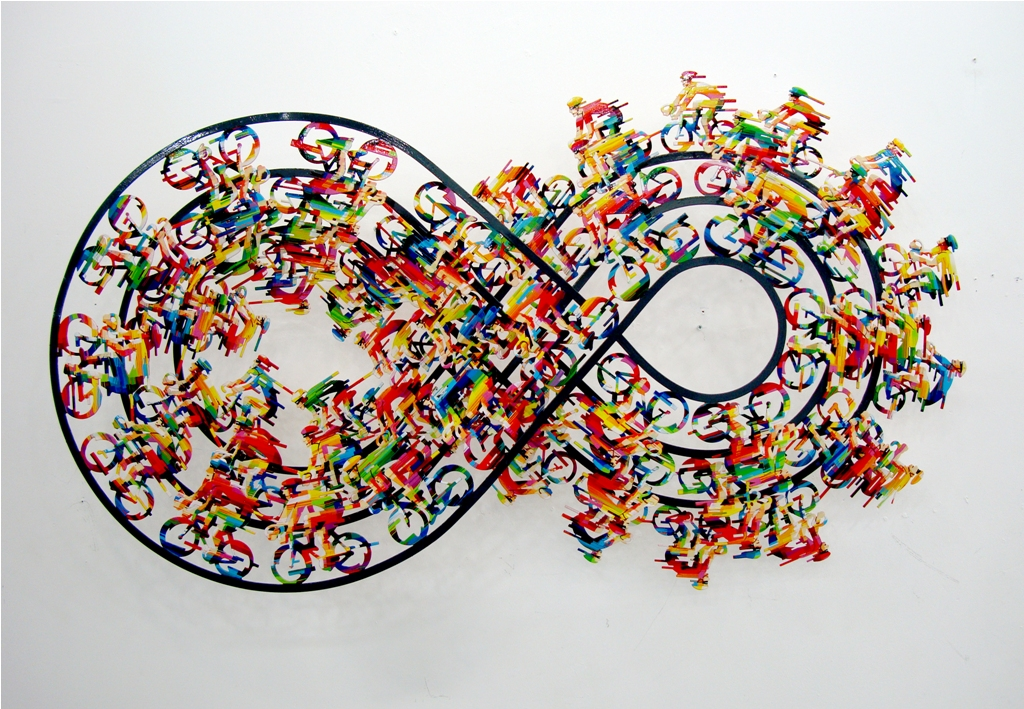
David Gerstein - Infinity Rally

## Sculptures monumentales

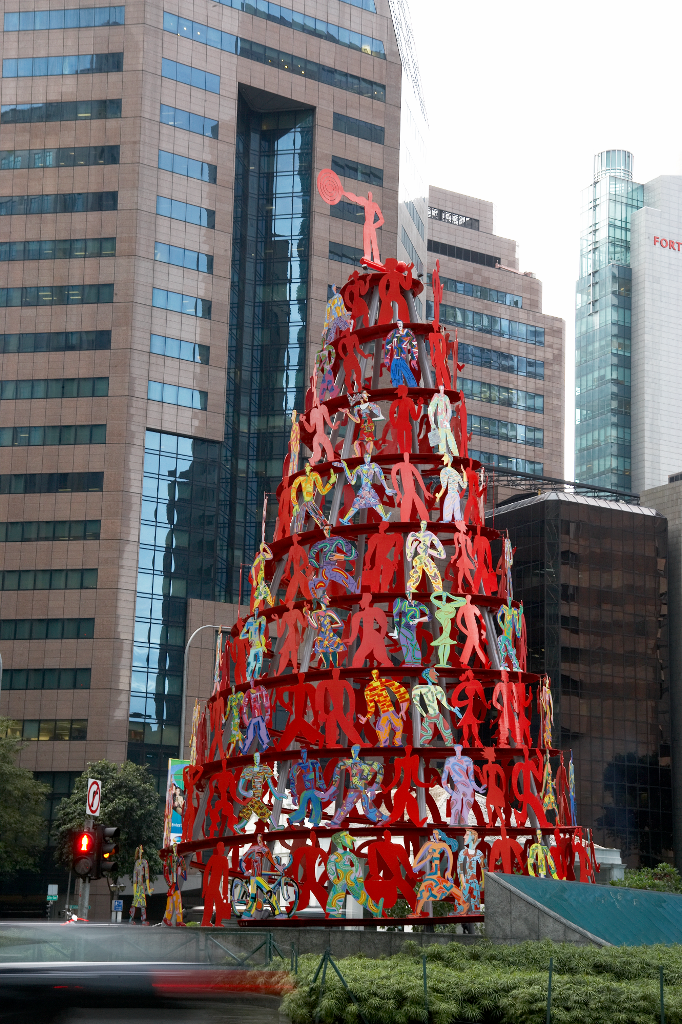
Momentum, Singapour

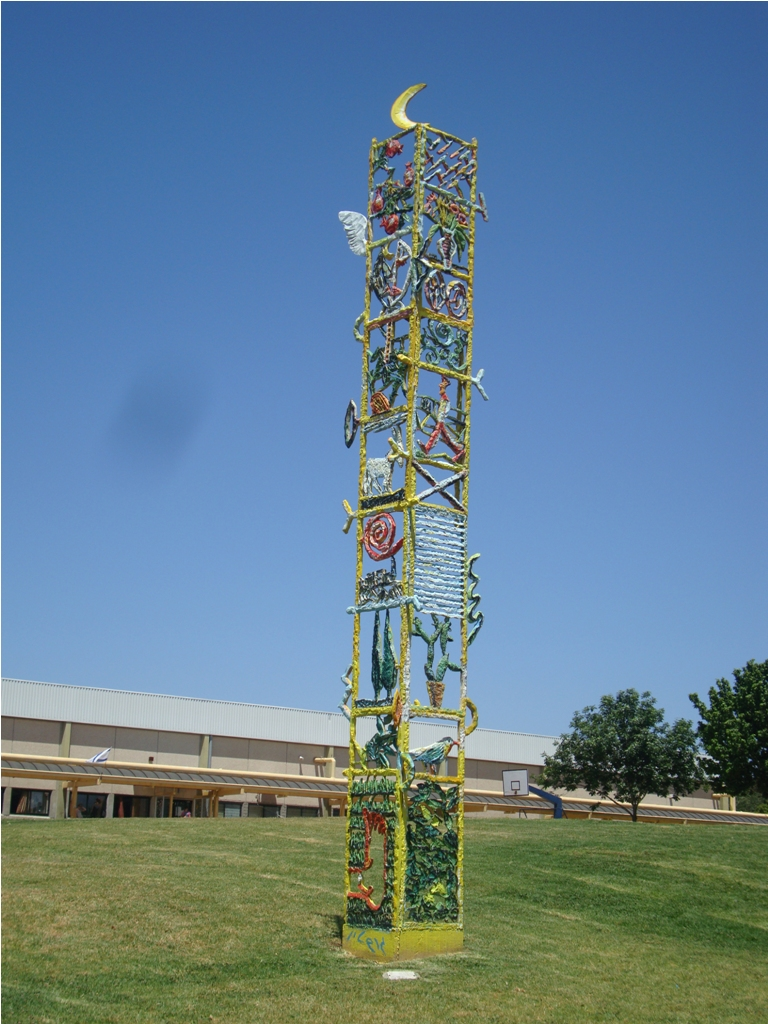
Ladder of Motifs

David Gerstein est connu pour ses sculptures d'extérieur, beaucoup d'entre elles sont installées sur des places publiques ou à côté de bâtiments publics. Ses sculptures se retrouvent dans tout Israël : dix sculptures à Netanya, douze sculptures à Herzliya, des sculptures monumentales sur le campus de l'Université hébraïque de Jérusalem et de l'Université de Tel Aviv, Avdat, le jardin de sculptures Yoav Dagon à Ramat Hasharon, la sculpture commémorative à Yahud et une sculpture commémorative à Beit Hashanti à Mitzpe Ramon, Faculté d'agriculture de l'Université hébraïque de Rehovot, Raanana, Ramat Alon à Haïfa, Holon, Kiryat Yam, Ramat Gan, Ashkelon, Mevaseret, Modi'in et autres.
En dehors d'Israël, Gerstein est connu pour ses sculptures colorées à monumentales, dont Roman Warrior à Bromford, Londres, momentum, au Raffles Place de Singapour. Le stade d'athlétisme et le centre commercial de Hsinchu, Taïwan : au Musée d'art contemporain de la ville de Tainan, Taiwan ; onze sculptures dans le parc scientifique de Taichung, Taiwan, six sculptures en plein air dans le bâtiment Morgan Stanley à Séoul, Corée ; Cité des étoiles à Séoul. Cinq sculptures dans un parc à Guizhou, Chine ; des sculptures dans un hôpital de Taikang, Pékin, Chine ; et Tea for Two dans la province de Fuliang, en Chine.
Sa sculpture dans le quartier des affaires de Singapour mesure 18,5 mètres de haut et est considérée comme la plus haute sculpture de Singapour.

## Concepts artistiques

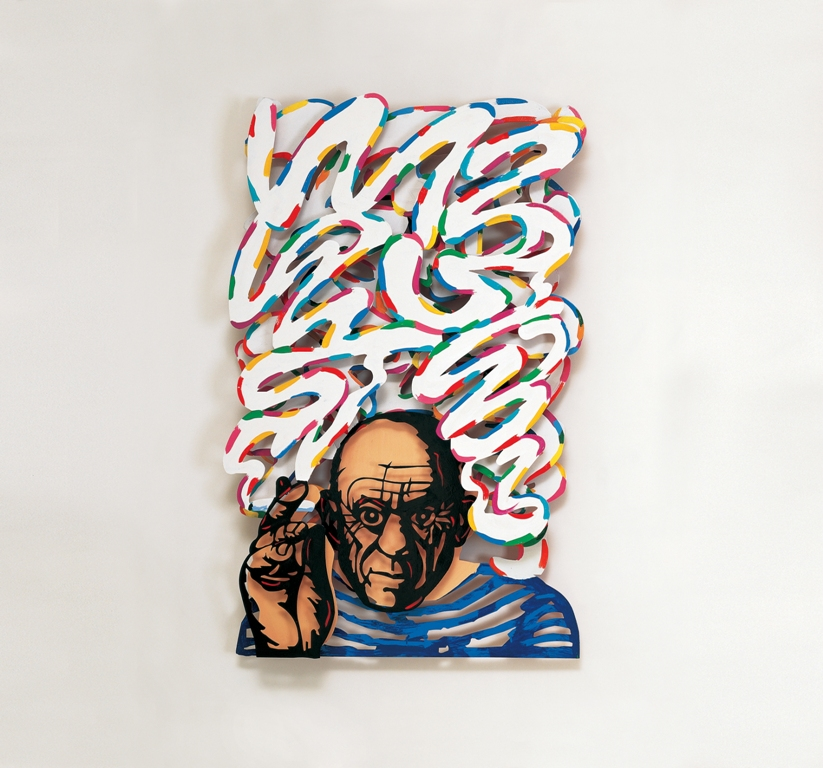
The Last Great Smoker

À partir des années 1970, Gerstein aspire à créer un art qui parle au monde de l'art tout en restant accessible au profane passant dans la rue. Son utilisation audacieuse de la couleur est venue d'un désir de "copier la nature" et issu de sa propre philosophie. Gerstein a expliqué que tout comme les fruits ou les fleurs aux couleurs vives de la nature attirent les insectes, son travail était également destiné à être attrayant pour l'observateur ; et comme le fruit n'est pas seulement un objet d'attraction, mais aussi une source de vitamines, ses œuvres contiennent également une valeur ajoutée. "Je traite expressément des images de consommation et l'attrait de la couleur est stratégique." Son œuvre « Shoe Mania », mettant en scène une femme dont les cheveux sont composés de chaussures est colorée mais exprime une critique du consumérisme occidental. Gerstein soutient qu'« il peut y avoir de l'art pour le plaisir dans lequel son message le plus profond est caché ».
Un autre principe directeur dans le travail de Gerstein est de sortir des limites de la galerie : « Je veux briser la division contre nature entre le musée et la rue.

## Critiques

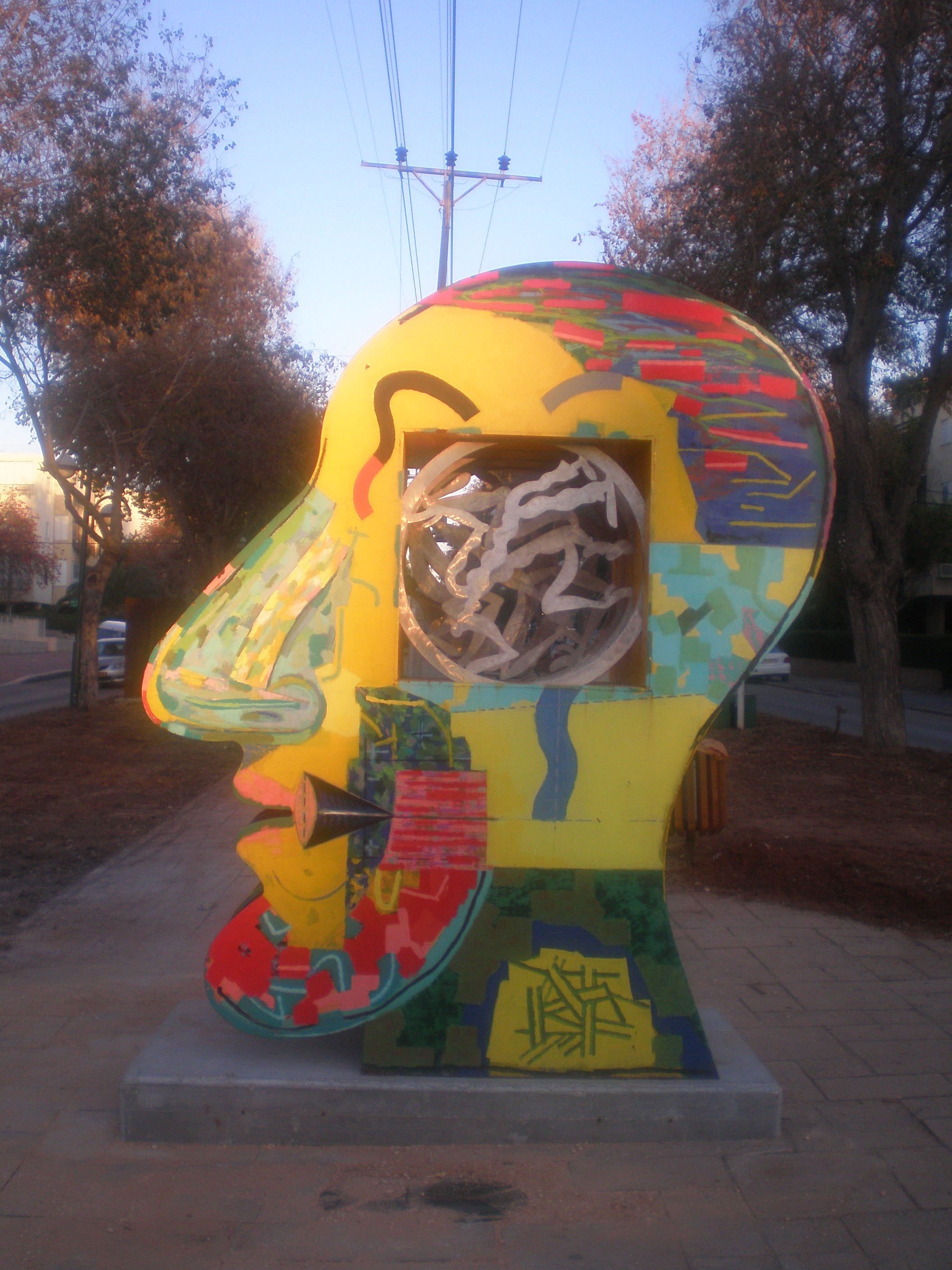
Une sculpture de David Gerstein dans un jardin de sculptures à Ramat Hasharon, Israël

L'utilisation par Gerstein de couleurs vives et lumineuses a été qualifiée de « décorative » et de « commerciale ». Gerstein répond : « Les formes et les couleurs de mon travail sont ma façon de communiquer. Ceux qui goûtent le fruit découvriront qu'il n'est pas seulement beau, mais aussi plein de vitamines. Mon travail The Human Circle ressemble à une énorme fleur ou à un bouquet, mais sous la surface se trouve une critique tacite de la vie humaine ; l'idée que nous venons de nulle part, n'allons nulle part, et en attendant, tournons en rond, poursuivant nos voies. Quiconque choisit de voir l'œuvre comme un bouquet décoratif est le bienvenu. Mais si vous regardez les personnages composant le Human Circle, vous verrez qu'ils ne sont pas jolis. En fait, ils sont même moches. Mais le tableau d'ensemble est beau et séduisant".

## Sélection d'expositions personnelles
- 1971	Engel Gallery, Jerusalem.
- 1972	The Artists' House, Jerusalem.
- 1980	Horace Richter Gallery, Tel Aviv.
- 1982	Horace Richter Gallery, Tel Aviv.
- 1984 	Radius Gallery, Tel Aviv (a member of Radius Group).
- 1987	Israel Museum, Jerusalem ("From Dudu to 3-D") Albert White Gallery, Toronto.
- 1988	Haifa Museum of Contemporary Art ("Frames").
- 1989	Herzliya Museum ("Totems") - Albert White Gallery, Toronto - "Art 20" International Art Fair, Basel.
- 1992	Yavneh Art Workshop ("Pupils") - "Art Frankfurt" International Art Fair.
- 1993	Ashdod Museum ("Extended Pupils").
- 1994	Rosenfeld Gallery, Tel Aviv ("Cutouts").
- 1995	"Art Multiple", Düsseldorf Conzen Gallery, Düsseldorf, Allemagne.
- 1997	"Encircled People", Rosenfeld Gallery, Tel Aviv - Conzen Gallery, Düsseldorf, Allemagne
- 1999	Newbury Fine Art Gallery, Boston - Stricoff Gallery, New York - Aduko France Fine Art, Lyon - Art Symbol, Paris - Art Seiler, Saint-Paul-de-Vence.
- 2001	Galleria Silecchia, Sarasota, New York - Newbury Fine Art, Boston.
- 2001	"Tango Sur  Seine", paintings, Artists House, Jerusalem.
- 2001	"Pixul", Art Gallery at The Memorial Center, Kiryat Tivon.
- 2001	"The Private Sector", Meirov Municipal Art Gallery, Holon.
- 2002	Osklen Multimedia Space, Ipanema, Rio de Janeiro, Brésil.
- 2002	Peter's Gallery, Nicosia, Cyprus.
- 2002	"No Favorite Color", Street Installation during Documenta, Kassel, Allemagne.
- 2003	Nord L/B Gallery, Hannover, Allemagne.
- 2003	Clube A Hebrica, Sao-Paulo, Brésil
- 2004 	Galerie Am-Dom, Wetzlar, Allemagne
- 2004 	"In constant movement" Municipal Gallery, Ness-Tsiona, Israel
- 2004 	Galeria Kreisler, Madrid, Spain
- 2006 	Due-Diligence, Städtische Galerie im Park, Viersen, Allemagne
- 2007 	Gana art gallery, Seoul, Corée
- 2007 	Gallery Ermanno Tedeschi, Milan, Italie
- 2007 	Catto Gallery, England
- 2008 	Gana art gallery, Seoul, Corée
- 2008 	Ermanno Tedeschi Gallery, Rome, Italie
- 2008 	Mairie de Hesperange - Luxembourg
- 2008 	Gana Gallery, Busan - Corée
- 2009 	Momentum Art Gallery, Knokke, Belgique
- 2010 	"Sea, Mud & Salt", Drawings exhibition, The National Maritime Museum, Haifa, Israel
- 2010 	Celebrating Forms And Colors, Gallery Ostendorff, Münster, Allemagne
- 2010 	Mathematician Museum, Gissen, Allemagne
- 2010 	National Museum, Brasilia, Brésil
- 2010 	Guang Xiang, Taipei, Taiwan
- 2012      The Westin Paris Vendôme, Galerie Duret[18] , Paris, France
- 2012 	Guzzini Center, Milan, Italie
- 2013 	Belle Art Gallery, Danemark
- 2013 	"Synergy" National Tsing Hua University Arts Center, Hsinchu, Taiwan
- 2013 	Gana Art Gallery, Seoul, Corée du Sud
- 2013 	Guzzini Center, Milano, Italie
- 2013 	Ermano Tedeschi, Rome, Italie
- 2013      India Art Fair 2013, Galerie Duret[18], New Dehli, Inde
- 2014 	Galeria de Arte Salduba, Saragoza, Espagne
- 2014 	HTC Gallery, Taipei, Taiwan
- 2014 	Gallery Momentum at Bocholtz, Liege, Belgique
- 2014 	The Visual Arts Center Gallery, New Delhi, Inde
- 2014 	"Poetic Mirror", ARTN SPACE, Shanghai, Chine
- 2014 	Catto Gallery, London, Royaume-Uni
- 2014 	Biac Art, Beijing, Chine
- 2014 	Ostendorf Gallery, Munster, Allemagne
- 2014 	Gallery of Natural Tsing Hua University, Taiwan
- 2014 	Salduba, Zaragoza, Espagne
- 2015 	"Made In Germany", Work of collaboration - Gerstein / Otmar Alt Foundation, Bochum, Germany
- 2015 	Galerie Dárt Perbet, Annecy, France
- 2015 	Galerie Montmartre, Paris, France
- 2015 	Miva Gallery, Stockholm, Suède
- 2016 	Shenzhen Mix C, Chine
- 2016 	Gana Gallery, Busan, Corée du Sud
- 2016 	Galeria D`Art Mar, Barcelone, Espagne
- 2017 	"Layers" - Today Art Museum, Beijing, Chine
- 2017 	Kellerman Gallery, Dusseldorf, Allemagne
- 2017 	Kpopulous Gallery, Mykonos, Grèce
- 2018 	Froots Gallery at 978 Beijing, Chine
- 2018 	"XYZ" Galerie Duret, Paris, Brussels, France [19]
- 2019 	"SMALL IS BEAUTIFUL" - Froots Gallery, Shanghai, Chine
- 2019 	"BACK & FORTH" - Miva Gallery, Gothenburg / Malmö, Suède
- 2019 	Belle Gallery, Denmark
- 2020   "Art in Motion", Galerie Duret, Paris & Brussels, France & Belgique [20]
- 2020 	"U-Turn", Artists' House, Tel Aviv
- 2021 	"Urban Dream", Galerie Duret, Brussels & Paris, Belgique & France [21]

## Sélection d’œuvres dans les espaces publics
- 1985	"Bicycle Rider", Hebrew University, Mount Scopus, Jerusalem.
- 1988	Sculptural children's playground, Weiller Park, Jerusalem.
- 1989	"The White Rider", City of Lod.
- 1992	"Kiosk", Israel Museum, Jerusalem
- 1992	Six sculptures at Avdat archeological site, the Negev.
- 1993	"Great Tree", billboard project in Ramat Hasharon
- 1994	"Ladder of Motives", Open Museum, Tefen.
- 1995	Two wall pieces for Bank Leumi, Tel Aviv - "The Flower Vase", Bank Leumi, Rehovot
- 1995	"Jacob's Ladder", Israel Festival, Jerusalem.
- 1995	Tree of Donors, The Science Museum, Jerusalem.
- 1996	"Scientific Orange", Rehovot shopping & central bus station & City Hall
- 1996	"Head Within a Head", the Hebrew University, Jerusalem
- 1996	"Island of Flowers", Brigada Street, Herzliya.
- 1997	"Above the Head", Installation, Hebrew University Givat Ram, Jerusalem
- 1997	"Pupils", Dizengoff Street, Tel Aviv.
- 1998	"Cow", Raanana Park, Raanana.
- 1998	"Roman Warrior", Bromford, Londres
- 1998	"Cats Hill", Neve Amal, Herzliya.
- 1999	"A Whole World", Hebrew University, Jerusalem
- 1999	Homage to Nathan Alterman, Dizengoff Street, Tel Aviv.
- 2000	"Audience", Jerusalem Theater, Jerusalem.
- 2000	Seven large-scale wall sculptures, Azrieli shopping mall, Tel Aviv.
- 2001	"Day and Night", Azrieli Center, Tel Aviv.
- 2001	"Colors from Nature", Horev Center, Haifa.
- 2001	"Things that come from the Heart", Ramat Alon Park, Haifa.
- 2002	"Soul Bird", Holon.
- 2002	"Digital Sabra", Waddi Nisnass, Haifa.
- 2002	"No Favorite Color", Kassel, Allemagne.
- 2002	"Shalom On Israel", Rabin Building, Judaism Center, Hebrew University, Jerusalem.
- 2003	"Blue Mermaid", Kiryat Yam, Haifa.
- 2003	"Rush Hour", Hebrew University, Jerusalem, Israel
- 2004	"Journey into the Body" wall installation as well as seven floors with wall sculptures at the Shaha building, Rabin Medical Center, Petah Tikva, Israel
- 2004	Sculptures to the "Rabin Medical Center", Israel
- 2005	"Sun Rise" High School, Ashkelon, Israel
- 2005	"Butterflies", Mevaseret, Israel
- 2007	"Ohel Moed", Sculpture Park, kibbutz Hatzerim, negev, Israel
- 2008	 "Momentum" CBD, Singapore
- 2008	 "Star City", Seoul, Corée
- 2008	 Six sculptures ("Sport Island"), Netanya, Israel
- 2011	 Hyundai Department Store, Seoul, Corée
- 2014	 Taikang Residence of Elderly People, Beijing, Chine
- 2014	 Three Free Standing Sculptures for Athletic Stadium, Hsinchu, Taiwan
- 2014	 Eleven sculptures in the Science Park in Taichung, Taiwan
- 2015	 "Presence-Present", Gerstein / Alana Ruben, Jerusalem Biannale of Contemporary Jewish Art
- 2016	 "Windows" - four sculptures in Modiin, Israel
- 2017	 Five sculptures in National Park, Guizhou, Chine
- 2017 	 "Journey Through My Gardens", Taikang's Residence, Beijing, Chine
- 2020	 Glass Windows, Exterior walls of Taikang Art Museum, Suzhou Park, Suzhou, Chine
- 2020	 "Boats" Suzhou Park, Suzhou, Chine
- 2021	 Donors Tree, Soroka Hospital, Gdolim MeHahaim building, Be'er Sheva, Israel
- 2021	 "Tornado", Hsinchu, Taiwan
- 2021	 Six outdoor sculptures in the Morgan Stanley building in Seoul, Corée
- 2021	 "Tea for Two" in Fuliang Province, Chine.

## Livres sur David Gerstein
- David Gerstein "Past and Present" (2012) Skira  (ISBN 978-88-572-1064-3)
- Balconies, David Gerstein (1984) Domino Publishing House, Israel
- David Gerstein, "Works" (2010)  (ISBN 9659149123)
- Gerstein Sculptures (2008), Adar Publications, Israel
- David Gerstein Paints The Passover Haggadah, Rabin Medical Center Publishing, 2015